# 新竹伊普索酒店
新竹伊普索酒店（英語：Episode Hsinchu）位於新竹市東區，前身為新竹美麗信酒店和新竹英迪格酒店（英語：Hotel Indigo Hsinchu Science Park），美麗信酒店熄燈後子樂投資回收改裝，和洲際酒店集團簽約委託管理，以英迪格酒店品牌經營。本酒店為子樂投資和洲際酒店集團的首度合作，共有140間客房，2018年9月28日正式開幕。新竹英迪格酒店宣布和洲際酒店集團的合作於2022年3月31日終止，2022年4月1日起更名為Hotel EPISODE Hsinchu新竹伊普索酒店。2022年4月1日新竹伊普索酒店與凱悅酒店集團旗下聯屬公司簽約，成為台灣首間凱悅尚選品牌（JdV by Hyatt）酒店成員。

## 大眾運輸

### 鐵路運輸
臺灣鐵路管理局
- 千甲車站

## 外部連結
- 新竹伊普索酒店 （页面存档备份，存于）